# Leucoloma mafatense
Leucoloma mafatense là một loài rêu trong họ Dicranaceae. Loài này được Renauld mô tả khoa học đầu tiên năm 1898.